# Echinoderes higginsi
Echinoderes higginsi är en djurart som tillhör fylumet pansarmaskar, och som beskrevs av Rony Huys och Coomans 1989. Echinoderes higginsi ingår i släktet Echinoderes och familjen Echinoderidae.
Artens utbredningsområde är Nordsjön. Arten har ej påträffats i Sverige. Inga underarter finns listade i Catalogue of Life.